# Lusat 1
O satélite Lusat-1 foi o primeiro satélite argentino.
Projetado e construído pela subsidiária argentina da AMSAT, a fim de fornecer comunicações de rádio amadores. Foi posto em órbita pela empresa Arianespace no dia 22 de janeiro de 1990 abordo de um foguete Ariane 4  a partir do Centro Espacial de Kourou na Guiana Francesa.